# Park Soo-ah
Park Soo-young (hangul: 박수영; hanja: 朴秀英; rr: Bak Su-yeong; MR: Pak Su-yŏng; Busan; 31 de julho de 1992), mais frequentemente creditada na carreira musical por seu nome artístico Lizzy (hangul: 리지; rr: Ri-ji; MR: Ri-chi), e na atuação como Park Soo-ah (hangul: 박수아; hanja: 朴秀雅), é uma cantora e atriz sul-coreana. É mais popularmente conhecida por ter sido integrante do grupo feminino After School. Realizou sua estreia como solista em meados de 2015 com o single Not An Easy Girl. Na atuação, Lizzy atuou em diversos filmes e séries de televisão, incluindo All My Love For You (2011), Love Forecast (2015) e Angry Mom (2015).

## Biografia
Lizzy nasceu no dia 31 de julho de 1992 em Busan, Coreia do Sul. Ela estudou na Universidade Kyung Hee.

## Carreira

### 2010–2011: After School e Orange Caramel
Em 2009, Lizzy serviu como dançarina de apoio para a cantora Son Dam Bi durante as promoções do single Saturday Night. Lizzy foi primeiramente apresentada ao público em 2010 quando realizou uma versão cover do single To My Boyfriend em um encontro de fãs do grupo. Ela usou uma máscara durante todo o evento para manter sua identidade em segredo. Lizzy realizou sua estreia oficial como integrante do After School com o lançamento do single Bang! em 25 de março de 2010. Ela era considerada a integrante mais nova do grupo até a entrada de E-Young em dezembro de 2010. Meses após sua estreia com o grupo, ela se tornou integrante da primeira unidade oficial do After School, chamada Orange Caramel. Sua estreia oficial ocorreu em 16 de junho de 2010 com o lançamento do extended play Magic Girl e do single homônimo.

### 2011–presente: Atividades individuais
Em meados de 2011, Lizzy se tornou brevemente membro do elenco no programa de variedades da SBS, Running Man. No mesmo ano, ela realizou sua estreia como atriz no drama da MBC All My Love. Seu papel em Running Man foi mais tarde cancelado para ela se focar no drama All My Love. Em novembro de 2011, Lizzy foi lançada no novo drama da MBC, Rascal Sons onde ela obteve um papel mais significativo.
Em dezembro de 2012, Lizzy colaborou com a rapper Andup para o lançamento de um single colaborativo, intitulado Cosmetic, como parte do álbum de estúdio Cupcake Project. Dias depois, ela se tornou integrante do grupo projeto Mystic White, ao lado de Gayoon (4Minute), Jiyoung (Kara), Bora (Sistar) e Sunhwa (Secret) para promover no 2012 SBS Gayo Daejeon. Elas realizaram uma apresentação com seu single Mermaid Princess durante o evento, e os lucros obtivos através da canção foram doados para pessoas necessitadas.
Em julho de 2013, Lizzy realizou uma aparição especial no drama japonês de gênero terror Akuryo Byoto (Evil Spirit Ward), onde ela desempenha o papel de uma estudante coreana estrangeira chamada Tehi. Em meados de 2014, Lizzy desempenhou o papel da cabeleireira Hyemi no filme Momo Salon. O filme consistiu em seis episódios de dez minutos e foi lançado no Naver TV Cast em 2 de setembro. Em dezembro, Lizzy foi confirmada como parte do elenco da segunda temporada do programa de variedades de Defconn e Jung Hyung-don, Hitmaker. Como parte do programa, Lizzy se tornou integrante do grupo Chamsonyeo, ao lado de G.NA, Kwon So-hyun (4Minute), Heo Young-ji (Kara). A exibição se iniciou em 16 de janeiro de 2015. Ela também teve um papel coadjuvante no filme Love Forecast, lançado no dia seguinte. Dias depois, Lizzy substituiu Kim Sung-eun como MC no programa de variedades Tasty Road.
Em 23 de janeiro de 2015, Lizzy realizou sua estreia como solista com lançamento da canção Not An Easy Girl. O videoclipe usou imagens da adaptação cinematográfica de 1961 do filme Chunhyangga. Em 11 de fevereiro, ela lançou a canção Goodbye PMS, um dueto com o comediante  Park Myung-soo. A canção foi composta por Duble Sidekick, que descreve a PMS (síndrome de tensão pré-menstrual) como "um monstro que cria todas as preocupações e estresse sofridos por uma menina do ensino médio". Lizzy também teve um papel coadjuvante no drama da MBC, Angry Mom, que foi ao ar em março. Em 27 de março de 2016, Lizzy retornou como convidada em Running Man, após cinco anos.
Em 1 de maio de 2018, anunciou-se a graduação de Lizzy do After School após a expiração de seu contrato com a Pledis Entertainment. Apesar disso, a gravadora revelou que Lizzy continuaria sendo parte do Orange Caramel mesmo após sua saída da empresa. No mesmo mês, assinou um contrato com a agência de atuação Celltrion Entertainment. Em 3 de julho, revelou-se que ela alterou seu nome para "Park Soo-ah" pra seguir sua carreira de atriz. Ela então foi adicionada ao elenco da websérie I Picked Up A Celebrity On the Street.

## Discografia

### Singles
| Título                                    | Ano  | Melhor posição nas paradas | Vendas             | Álbum                |
| Título                                    | Ano  | KOR                        | Vendas             | Álbum                |
| ----------------------------------------- | ---- | -------------------------- | ------------------ | -------------------- |
| "Not an Easy Girl" (com Jeong Hyeong-don) | 2015 | 38                         | - KOR (DL): 71,150 | Lançamento sem álbum |

### Outras canções
| Ano  | Título                                                                       | Álbum                             |
| ---- | ---------------------------------------------------------------------------- | --------------------------------- |
| 2011 | "Beautiful Girl"                                                             | All My Love OST                   |
| 2012 | "Clara's Dream"                                                              | Lipstick                          |
| 2012 | "Cosmetic" (with Andup)                                                      | Cupcake Project                   |
| 2012 | "Mermaid Princess" (com Mystic White)                                        | Lançamento sem álbum              |
| 2013 | "Sour Grapes"                                                                | Orange Caramel                    |
| 2014 | "Chemistry" (com Yoon Gun)                                                   | Autumn Play                       |
| 2015 | "Goodbye PMS" (com Park Myung-soo)                                           | Lançamento sem álbum              |
| 2015 | "Magic Words" (com Chamsonyeo)                                               | Lançamento sem álbum              |
| 2015 | "Flower" (com Kanto)                                                         | Cheer Up! OST                     |
| 2016 | "비밀번호 486 (시집가는 갑순이)" (Password 486 (going to marry this gapsun)) | King of Mask Singer 45회 (single) |

## Filmografia

### Filmes
| Ano  | Título                         | Papel                                                   | Referências |
| ---- | ------------------------------ | ------------------------------------------------------- | ----------- |
| 2011 | White: The Melody Of The Curse | Integrante do Pure (aparição especial com After School) | [ 29 ]      |
| 2014 | Momo Salon                     | Hyemi; papel principal                                  | [ 11 ]      |
| 2015 | Love Forecast                  | Minah; estudante da Universidade                        | [ 14 ]      |

### Dramas
| Ano  | Título                          | Papel          | Emissora | Notas                                   |
| ---- | ------------------------------- | -------------- | -------- | --------------------------------------- |
| 2010 | All My Love                     | Park Soon-deok | MBC      | Papel de apoio                          |
| 2012 | Rascal Sons                     | Jin Yoo-ri     | MBC      | Papel de apoio                          |
| 2012 | What Is Mom                     | Park Soo-young | MBC      | (aparição especial no episódio 16)      |
| 2013 | Akuryo Byoto (Evil Spirit Ward) | Tehi           | TBS      | (aparição especial nos episódios 3 e 4) |
| 2013 | After School Bokbulbok          | Lizzy          | Nate     | (aparição especial no episódio 5)       |
| 2015 | Angry Mom                       | Wang Jung-hee  | MBC      | Papel de apoio                          |

### Programas de variedades
| Ano  | Título              | Emissora | Notas                           |
| ---- | ------------------- | -------- | ------------------------------- |
| 2010 | Running Man         | SBS      | Membro regular, episódios 18–25 |
| 2012 | We Got Married      | MBC      | Membro regular                  |
| 2015 | Tasty Road          | O'live   | Participação como MC            |
| 2016 | King of Mask Singer | MBC      | Participação no episódio 45     |